# Юнацька збірна Вануату з футболу (U-17)
Юнацька збірна Вануату з футболу (U-17) — національна футбольна збірна Вануату, що складається із гравців віком до 17 років. Керівництво командою здійснює Федерація футболу Вануату.
Головним континентальним турніром для команди є Юнацький чемпіонат ОФК, який з 2018 року розігрується серед команд з віковим обмеженням до 16 років і успішний виступ на якому дозволяє отримати путівку на Чемпіонат світу (U-17). Також може брати участь у товариських і регіональних змаганнях.
Протягом 1980-х років брала участь у відбіркових турнірах на світову першість у форматі U-16.

## Виступи на міжнародних турнірах

### Чемпіонат світу (U-17)
| Статистика чемпіонатів світу (U-17) | Статистика чемпіонатів світу (U-17) | Статистика чемпіонатів світу (U-17) | Статистика чемпіонатів світу (U-17) | Статистика чемпіонатів світу (U-17) | Статистика чемпіонатів світу (U-17) | Статистика чемпіонатів світу (U-17) | Статистика чемпіонатів світу (U-17) | Статистика чемпіонатів світу (U-17) | Статистика чемпіонатів світу (U-17) |                    |
| Рік                                 | Раунд                               | І                                   | В                                   | Н                                   | П                                   | Г+                                  | Г-                                  | РГ                                  | О                                   |                    |
| ----------------------------------- | ----------------------------------- | ----------------------------------- | ----------------------------------- | ----------------------------------- | ----------------------------------- | ----------------------------------- | ----------------------------------- | ----------------------------------- | ----------------------------------- | ------------------ |
| 1985 до 1987                        | не брала участь                     | не брала участь                     | не брала участь                     | не брала участь                     | не брала участь                     | не брала участь                     | не брала участь                     | не брала участь                     | не брала участь                     | не брала участь    |
| 1989                                | не кваліфікувалася                  | не кваліфікувалася                  | не кваліфікувалася                  | не кваліфікувалася                  | не кваліфікувалася                  | не кваліфікувалася                  | не кваліфікувалася                  | не кваліфікувалася                  | не кваліфікувалася                  | не кваліфікувалася |
| 1991                                | не брала участь                     | не брала участь                     | не брала участь                     | не брала участь                     | не брала участь                     | не брала участь                     | не брала участь                     | не брала участь                     | не брала участь                     | не брала участь    |
| 1993 до 2005                        | не кваліфікувалася                  | не кваліфікувалася                  | не кваліфікувалася                  | не кваліфікувалася                  | не кваліфікувалася                  | не кваліфікувалася                  | не кваліфікувалася                  | не кваліфікувалася                  | не кваліфікувалася                  | не кваліфікувалася |
| 2007                                | не брала участь                     | не брала участь                     | не брала участь                     | не брала участь                     | не брала участь                     | не брала участь                     | не брала участь                     | не брала участь                     | не брала участь                     | не брала участь    |
| 2009 до 2019                        | не кваліфікувалася                  | не кваліфікувалася                  | не кваліфікувалася                  | не кваліфікувалася                  | не кваліфікувалася                  | не кваліфікувалася                  | не кваліфікувалася                  | не кваліфікувалася                  | не кваліфікувалася                  | не кваліфікувалася |
| 2021                                | не визначено                        | не визначено                        | не визначено                        | не визначено                        | не визначено                        | не визначено                        | не визначено                        | не визначено                        | не визначено                        | не визначено       |
| Усього                              | -                                   | 0                                   | 0                                   | 0                                   | 0                                   | 0                                   | 0                                   | 0                                   | 0                                   |                    |

### Юнацький чемпіонат ОФК
| Юнацький чемпіонат ОФК | Юнацький чемпіонат ОФК | Юнацький чемпіонат ОФК | Юнацький чемпіонат ОФК | Юнацький чемпіонат ОФК | Юнацький чемпіонат ОФК | Юнацький чемпіонат ОФК | Юнацький чемпіонат ОФК | Юнацький чемпіонат ОФК | Юнацький чемпіонат ОФК |
| Рік                    | Раунд                  | І                      | В                      | Н                      | П                      | Г+                     | Г-                     | РГ                     | О                      |
| ---------------------- | ---------------------- | ---------------------- | ---------------------- | ---------------------- | ---------------------- | ---------------------- | ---------------------- | ---------------------- | ---------------------- |
| 1983                   | не брала участь        | -                      | -                      | -                      | -                      | -                      | -                      | -                      | -                      |
| 1986                   | не брала участь        | -                      | -                      | -                      | -                      | -                      | -                      | -                      | -                      |
| 1989                   | груповий етап          | 4                      | 0                      | 0                      | 4                      | 0                      | 51                     | -51                    | 0                      |
| 1991                   | не брала участь        | -                      | -                      | -                      | -                      | -                      | -                      | -                      | -                      |
| 1993                   | груповий етап          | 2                      | 0                      | 1                      | 1                      | 1                      | 11                     | -10                    | 1                      |
| 1995                   | 3-є місце              | 4                      | 2                      | 0                      | 2                      | 5                      | 10                     | -5                     | 3                      |
| 1997                   | груповий етап          | 3                      | 1                      | 0                      | 2                      | 7                      | 10                     | -3                     | 3                      |
| 1999                   | груповий етап          | 5                      | 3                      | 0                      | 2                      | 32                     | 15                     | +17                    | 9                      |
| & 2001                 | груповий етап          | 4                      | 2                      | 1                      | 1                      | 16                     | 3                      | +13                    | 7                      |
| & 2003                 | груповий етап          | 5                      | 3                      | 1                      | 1                      | 17                     | 7                      | +10                    | 10                     |
| 2005                   | 2-е місце              | 5                      | 3                      | 0                      | 2                      | 26                     | 7                      | +19                    | 6                      |
| 2007                   | не брала участь        | -                      | -                      | -                      | -                      | -                      | -                      | -                      | -                      |
| 2009                   | 4-е місце              | 3                      | 0                      | 0                      | 3                      | 1                      | 8                      | -7                     | 0                      |
| 2011                   | 4-е місце              | 5                      | 3                      | 0                      | 2                      | 13                     | 7                      | +6                     | 9                      |
| & 2013                 | 3-є місце              | 5                      | 2                      | 2                      | 1                      | 9                      | 6                      | +3                     | 8                      |
| & 2015                 | 3-є місце              | 6                      | 4                      | 0                      | 2                      | 31                     | 8                      | +23                    | 9                      |
| & 2017                 | груповий етап          | 3                      | 0                      | 1                      | 2                      | 5                      | 7                      | -2                     | 1                      |
| & 2018                 | груповий етап          | 3                      | 0                      | 0                      | 3                      | 0                      | 18                     | -18                    | 0                      |
| Усього                 |                        | 57                     | 23                     | 6                      | 28                     | 163                    | 168                    | -5                     | 66                     |